# 曾鸿远
曾鸿远（？—？），广东嘉应（今广东梅州）人，是一名清朝政治人物。举人出身。
曾鸿远曾于乾隆三十二年（1767年）接替吴家驹署任华亭县知县一职，同年由高辰接任。乾隆三十三年（1768年）三月署金山县知县，十月去任。